# Pantukan
Pantukan is een gemeente in de Filipijnse provincie Davao de Oro op het eiland Mindanao. Bij de laatste census in 2007 had de gemeente bijna 70 duizend inwoners.

## Geografie

### Topografie en landschap
Pantukan is de meest zuidelijke gemeente van de provincie Davao de Oro. De afstand tot de provinciehoofdstad Nabunturan bedraagt hemelsbreed ruim 50 km. Pantukan wordt begrensd door de gemeenten Mabini en Maragusan uit de provincie Davao de Oro in het noorden, Caraga en Banaybanay uit de provincie Davao Oriental in het oosten en zuiden en de Golf van Davao in het westen.
Het landschap van Pantukan wordt gekenmerkt door hoge bergketens en steile hellingen. Slechts 12 % van de gemeente is vlak of licht heuvelachtig.

### Bestuurlijke indeling
Pantukan is onderverdeeld in de volgende 13 barangays:
| - Araibo - Bongabong - Bongbong - Kingking - Las Arenas - Magnaga - Matiao | - Napnapan - P. Fuentes - Tag-Ugpo - Tagdangua - Tambongon - Tibagon |

## Demografie
Pantukan had bij de census van 2007 een inwoneraantal van 69.656 mensen. Dit zijn 7.855 mensen (12,7%) meer dan bij de vorige census van 2000. De gemiddelde jaarlijkse groei komt daarmee uit op 1,66%, hetgeen lager is dan het landelijk jaarlijks gemiddelde over deze periode (2,04%). Vergeleken met de census van 1995 is het aantal mensen met 12.876 (22,7%) toegenomen.

De bevolkingsdichtheid van Pantukan was ten tijde van de laatste census, met 69.656 inwoners op 533,11 km², 130,7 mensen per km².